# The Hunger for More
The Hunger for More (englisch für „Der Hunger nach mehr“) ist das Debütalbum des US-amerikanischen Rappers Lloyd Banks. Es erschien am 29. Juni 2004 über die Labels G-Unit Records und Interscope als Standard- und Special-Edition.

## Produktion
Bei dem Album fungierten Lloyd Banks’ Labelchefs 50 Cent und Sha Money XL als ausführende Produzenten. Der Rapper und Musikproduzent Eminem produzierte zwei Lieder des Albums und wirkte an einem neben Kwamé als Co-Produzent mit. Weitere Beats stammen von Timbaland, Havoc, Hi-Tek, Danja, Ron Browz, Thayod Ausar, Scram Jones, Chad Beat, Greg Doby, Black Jeruz, Baby Grand und The Diaz Brothers. Außerdem wurden die Instrumentals der Bonussongs von Tone Capone und J-Hen beigesteuert.

## Covergestaltung
Das Albumcover der Standard-Edition zeigt Lloyd Banks, der in einer heruntergekommenen Gegend steht und den Blick vom Betrachter aus gesehen nach rechts richtet. Im Vordergrund befinden sich die grau-grünen Schriftzüge Lloyd Banks und The Hunger for More, wobei der Buchstabe O des Wortes More von einem Bündel Geldscheine dargestellt wird. Das Cover der Special-Edition ist in Schwarz-weiß gehalten und zeigt Lloyd Banks’ Gesicht auf einem 100-Dollar-Schein. Am unteren Bildrand stehen die weißen Schriftzüge Lloyd Banks und The Hunger for More.

## Gastbeiträge
Auf acht Liedern des Albums sind neben Lloyd Banks andere Künstler vertreten. So ist der Sänger Nate Dogg an den Songs Til the End und Warrior Part 2 beteiligt, wobei auf letzterem ebenfalls die Rapper Eminem und 50 Cent zu hören sind. 50 Cent tritt neben Snoop Dogg zudem auf I Get High in Erscheinung. Der Track Ain’t No Click ist eine Kollaboration mit dem G-Unit-Mitglied Tony Yayo, und bei Karma hat der Sänger Kevin Cossom einen Gastauftritt. Außerdem arbeitet Lloyd Banks auf When the Chips Are Down mit dem Rapper The Game zusammen, während er auf Work Magic von dem G-Unit-Mitglied Young Buck unterstützt wird. Des Weiteren hat DJ Whoo Kid einen Gastbeitrag auf dem Song Playboy.

## Titelliste
| #  | Titel                   | Gastmusiker                | Produzent                 | Länge |
| -- | ----------------------- | -------------------------- | ------------------------- | ----- |
| 1  | Ain’t No Click          | Tony Yayo                  | Havoc                     | 4:25  |
| 2  | Playboy                 | DJ Whoo Kid                | Ron Browz                 | 4:32  |
| 3  | Warrior                 |                            | Thayod Ausar              | 2:47  |
| 4  | On Fire                 |                            | Kwamé, Eminem (Co)        | 3:07  |
| 5  | I Get High              | 50 Cent, Snoop Dogg        | Hi-Tek                    | 4:09  |
| 6  | I’m So Fly              |                            | Timbaland, Danja (Co)     | 4:00  |
| 7  | Work Magic              | Young Buck                 | Scram Jones               | 4:27  |
| 8  | If You So Gangsta       |                            | Chad Beat, Sha Money XL   | 3:31  |
| 9  | Warrior Part 2          | Eminem, 50 Cent, Nate Dogg | Eminem                    | 3:38  |
| 10 | Karma                   | Kevin Cossom               | Greg Doby                 | 4:38  |
| 11 | When the Chips Are Down | The Game                   | Black Jeruz, Sha Money XL | 3:39  |
| 12 | Til the End             | Nate Dogg                  | Eminem                    | 5:09  |
| 13 | Die One Day             |                            | Baby Grand                | 3:14  |
| 14 | South Side Story        |                            | The Diaz Brothers         | 4:10  |

Bonus-Songs der Special-Edition:
| #  | Titel            | Gastmusiker | Produzent                | Länge |
| -- | ---------------- | ----------- | ------------------------ | ----- |
| 15 | Just Another Day |             | Tone Capone              | 3:31  |
| 16 | Take a Good Look |             | J-Hen, Sha Money XL (Co) | 2:54  |

Bonus-DVD der Special-Edition:
| # | Titel                      | Länge |
| - | -------------------------- | ----- |
| 1 | My Buddy                   | 4:56  |
| 2 | Lloyd Banks: Life in a Day | 3:40  |
| 3 | Young Buck: Life in a Day  | 4:49  |
| 4 | Smile                      | 3:40  |

## Rezeption
Stefan Johannesberg von der Internetseite laut.de bewertete das Album mit vier von möglichen fünf Punkten. Lloyd Banks komme zwar „nicht so real rüber“ wie sein Mentor 50 Cent und sollte sich auch nicht zu sehr an diesem orientieren, doch sein Flow sei „absolute Weltklasse.“ Die Produktionen werden ebenfalls durchgängig gelobt.

## Kommerzieller Erfolg

### Chartplatzierungen und Singles
The Hunger for More stieg am 16. August 2004 auf Platz 57 in die deutschen Albumcharts ein und erreichte in der folgenden Woche mit Rang 45 die Höchstposition. Insgesamt konnte es sich sechs Wochen in den Top 100 halten. In den Vereinigten Staaten belegte das Album zwei Wochen lang die Chartspitze und hielt sich insgesamt 36 Wochen in den Top 200. Im Vereinigten Königreich erreichte The Hunger for More Platz 15 und in der Schweiz Rang 65.
Als Singles wurden die Lieder On Fire, I’m So Fly und Karma ausgekoppelt.
| ChartsChartplatzierungen       | Höchstplatzierung | Wochen |
| ------------------------------ | ----------------- | ------ |
| Deutschland (GfK)              | 45 (6 Wo.)        | 6      |
| Schweiz (IFPI)                 | 65 (9 Wo.)        | 9      |
| Vereinigte Staaten (Billboard) | 1 (36 Wo.)        | 36     |
| Vereinigtes Königreich (OCC)   | 15 (11 Wo.)       | 11     |

| ChartsJahrescharts (2004)      | Platzierung |
| ------------------------------ | ----------- |
| Vereinigte Staaten (Billboard) | 46          |

### Auszeichnungen für Musikverkäufe
The Hunger for More wurde in den Vereinigten Staaten für über eine Million verkaufte Einheiten noch im Erscheinungsjahr mit einer Platin-Schallplatte ausgezeichnet. Im Vereinigten Königreich erhielt das Album für mehr als 100.000 Verkäufe im Jahr 2016 eine Goldene Schallplatte.
| Land/Region                  | Auszeichnungen für Musikverkäufe (Land/Region, Auszeichnung, Verkäufe) | Verkäufe  |
| ---------------------------- | ---------------------------------------------------------------------- | --------- |
| Vereinigte Staaten (RIAA)    | Platin                                                                 | 1.000.000 |
| Vereinigtes Königreich (BPI) | Gold                                                                   | 100.000   |
| Insgesamt                    | 1× Gold · 1× Platin ·                                                  | 1.100.000 |